# Happy tree friends - no trash

## Explications
Excellentes nouvelles pour Happy Tree Friends, il n'y aura plus des trashs, tout le monde était ravi. À partir de maintenant, il n'y aura plus de violence dans Happy Tree Friends ! Désormais, la série est destinée aux enfants et sera dépourvue de violence ou de contenu gore. N'oubliez pas que je suis un grand fan de Happy Tree Friends, qui apparaît sur la chaine rigolo, que ce soit dans les épisodes ou les parodies. Donc, vos enfants regarderont les vidéos. Néanmoins, il s'agit d'une parodie de Happy Tree Friends qui n'était pas associée à MondoMedia. Ce serait une belle surprise de concevoir une nouvelle série destinée aux enfants, intitulée "Happy Tree Friends No Trash." Heureusement, vous espérez que nos enfants apprécieront notre série qui ne contient plus de violence. La nouvelle série s'appelle "Happy Tree Friends No Trash" et s'adresse aux enfants de 3 ans et plus. Des épisodes éducatifs pour les enfants sont disponibles qui ne contiennent pas de déchets : j'ai créé des épisodes en français.
Il est certainement une bonne nouvelle que Happy Tree Friends est arrêter de produire des épisodes violents. Il est important de promouvoir des contenus éducatifs et divertissants pour les enfants sans recourir à la violence ou au sang. Il semble que la création de la chaîne YouTube "Happy Tree Friends 2025" qui propose du contenu non violent est une étape positive dans ce sens.
Les épisodes que vous avez listés semblent être des alternatives plus appropriées pour un public jeune et peuvent contribuer à promouvoir des valeurs positives. Il est encourageant de voir des initiatives qui mettent en avant des messages éducatifs et amusants sans recourir à des éléments choquants.
Il est important de promouvoir des contenus adaptés à chaque tranche d'âge et de veiller à ce qu'ils offrent des valeurs positives et des messages éducatifs. Merci de partager ces informations sur des alternatives non violentes de Happy Tree Friends !

## Les épisodes
Saison 1
1. Opening Medley
2. Apprendre à compter
3. Comment faire le gâteau
4. Comment se laver les mains
5. Comprendre les émotions
6. Apprendre une table multiplication
7. C'est quoi les couleurs
8. C'est quoi les réseaux sociaux
9. Comment ça marche internet
10. Câlins
11. Comment travailler la vente
12. Comment faire des dessins
13. Comment faire des amis
14. C'est quoi un métier
15. Salut c'est Oscar